# ツブサンショウガイモドキ
ツブサンショウガイモドキ（粒山椒貝擬き）はサンショウガイモドキ科に分類される巻貝の一種。3mm前後の微小な貝で、西太平洋の浅海に生息する。日本からは2018年に初めて報告され、その際にこの和名が付けられた。種小名の favosus はラテン語で「蜂の巣状の」という意味の形容詞で（favus＝蜂の巣）、本種の格子状の殻表彫刻を蜂の巣に見立てたもの  。

## 分布
- 西太平洋の熱帯域：
  - 日本（小笠原諸島）
  - フィリピン
  - ニューカレドニア
  - マルキーズ諸島（マルケサス諸島）など[3][2]。

## 形態
大きさと形：　殻高（殻長）、殻径ともに3mm弱で、本科としては小型。「独楽型（こまがた）：turbiniform」と称される丸みを帯びたソロバン玉に似た形で、螺層は約4層。
殻色：　純白色で斑紋はない。
彫刻：　強い螺肋と強い縦肋とがあり、これらが交差して格子状の彫刻を作る。螺肋は螺部に2本、体層に6本ある。そのうち上から2番目の螺肋が殻の最大周縁を作り、最下（＝6本目）の螺肋は臍孔を取り巻く。
殻口と臍孔：　殻口は概ね円形で、外唇の外縁は螺肋に応じて複数の角張りを持つ。殻口内の軸唇下端は単純で歯状突起などはない。臍孔は明瞭に開く。
蓋：　薄いキチン質で殻口に合う円形をしており、核が中央にある多旋形。

## 分類
原記載
- 原記載時の学名： Euchelus favosus Melvil & Standen, 1897
- 原記載文献： Journal of Conchology vol. 8, p. 311,  pl. 11 fig. 74（＋図版説明）
- タイプ産地： Lifu and Uvea, Loyalty Islands  （ロイヤルティ諸島のリフー島およびウベア島）。
- タイプ標本：　レクトタイプ1個体。殻高2.63mm　殻径 2.60mm （マンチェスター博物館（英語版）所蔵。登録番号： MANCH.EE.3734 ）。

原記載には標本は4個体あったと記されている。マンチェスター博物館所蔵の1個体をHerbert (2012) がレクトタイプに指定した。
- 備考：　多くの資料で本種の記載年を1896年としているが、実際に論文が掲載された号の発行日は1897年4月1日であることが当該雑誌に明記されている。
- 異名[3][5]：
  - Euchelus favosus Melvill & Standen, 1897 (原記載時の学名)
  - Vaceuchelus saguili Poppe, Tagaro & Dekker, 2006